# Март 2008 года

Список событий марта 2008 года.

## События

### Важнейшие
Этот раздел включается в статью 2008 год. Здесь должны быть размещены важнейшие события марта 2008 года
- 2 марта — прошли выборы третьего президента Российской Федерации. Победил Дмитрий Анатольевич Медведев. Пятый Единый день голосования в регионах России
- 8 марта — визит в Москву федерального канцлера Германии Ангелы Меркель[1].
- 9 марта — ЕКА запустило первый грузовой корабль ATV (Automated Transfer Vehicle) под названием «Жюль Верн» с космодрома Куру (Французская Гвиана).
- 10 марта — ИСРП одержала победу на парламентских выборах в Испании. ИСРП получила 168 мест в парламенте, её основной соперник — консервативная Народная партия получила 154 места. Оставшиеся места (всего в парламенте 350 места) поделили между собой ещё восемь партий, в основном региональные.
- 10 марта — в Сербии разразился новый политический кризис — в отставку подало правительство Воислава Коштуницы. Из-за различия в подходе к процессу евроинтеграции распалась коалиция, которая фактически находилась у власти со времени падения режима Слободана Милошевича в октябре 2000 года.
- 11 марта — 122-й старт (STS-123) по программе Спейс Шаттл. 21-й полёт шаттла Индевор. Экипаж — Доминик Гори, Грегори Джонсон, Ричард Линнехан, Роберт Бенкен, Майкл Фореман, Такао Дои (Япония), Гаррет Рейсман. Продолжение строительства Международной космической станции.
- 17 марта — масштабные уличные столкновения в городе Косовска-Митровица между войсками НАТО и ООН, с одной стороны, и мирными жителями — с другой. В столкновении были ранены десятки международных полицейских ООН и военнослужащих KFOR, в том числе 22 поляка и 21 украинец. Один украинский миротворец умер в больнице[2][3][4].
- 19 марта — запуск в МГУ имени Ломоносова самого мощного в России суперкомпьютера «СКИФ МГУ»[5].
- 20 марта — подписан договор между Россией и Израилем об отмене визового режима[6].
- 22 марта — президентские выборы на Тайване. Победил 57-летний Ма Инцзю.
- 23 марта — палестинские группировки ФАТХ и ХАМАС подписали договор о перемирии в Сане (Йемен)[7][8].
- 24 марта — новый премьер-министр Пакистана — Сайед Юсаф Раза Гилани от партии Беназир Бхутто[9].
- 30 марта — 9 новых стран Шенгенской зоны (Венгрия, Словения, Словакия, Чехия, Польша, Мальта, Латвия, Литва, Эстония) окончательно вступили в безвизовое пространство, отменив пограничный контроль в аэропортах.

### Все события марта 2008 года
- 2 марта
  - В России состоялись выборы Президента. Победил Дмитрий Медведев, набравший около 70 % голосов избирателей.
- 3 марта
  - Эксгумирован падре Пио, один из самых почитаемых католических святых, умерший 40 лет назад.
  - Катастрофа Ми-8 в Непале, 10 погибших.
- 4 марта
  - На линии соприкосновения армянских и азербайджанских военных на северо-востоке Нагорного Карабаха произошло крупное боевое столкновение. Азербайджан распространил сообщение о гибели двух своих военнослужащих.
  - Парламент самопровозглашённой Республики Южная Осетия направил обращение к Генеральному секретарю ООН, президенту России, Совету Федерации и Государственной думе России, главам государств и парламентов стран СНГ и Евросоюза с просьбой о признании независимости Республики Южная Осетия.
- 6 марта
  - Стадион имени Билимханова в Грозном получил сертификат РФС на проведение матчей Высшего дивизиона.
  - Департамент информации и печати МИД РФ сообщил об отмене Россией введённых в 1996 году торгово-экономических, финансовых и транспортных санкций в отношении Абхазии. Россия предложила другим странам СНГ также выйти из режима ограничений в отношении Абхазии.
  - В Бангкоке был задержан российский бизнесмен Виктор Бут. Ордер на арест был выдан тайским судом по запросу США, где Бут обвиняется в незаконной торговле оружием и нарушении эмбарго ООН на поставку оружия в зоны региональных конфликтов в Африке.
- 7 марта
  - ЦИК официально объявил Д. А. Медведева избранным Президентом России.
  - Народное собрание самопровозглашённой Республики Абхазия направило обращение Совету Федерации и Государственной думе России с предложением рассмотреть вопрос признания Абхазии как независимого, суверенного государства, исходя из того, что «в связи с признанием независимости Косово многими государствами Запада геополитическая ситуация в значительной степени поменялась и сложились благоприятные предпосылки для признания государственной независимости Республики Абхазия». Аналогичное обращение направлено Генеральному секретарю ООН, главам государств и парламентов СНГ и стран мира.
- 8 марта
  - В Горном Бадахшане разбился вертолёт Ми-8, погиб 1 человек.
- 9 марта
  - Ракета-носитель тяжёлого класса «Ариан-5» с новейшим европейским грузовым космическим кораблём ATV под названием «Жюль Верн» стартовала с космодрома Куру во Французской Гвиане.
- 10 марта
  - ИСРП одержала победу на парламентских выборах в Испании. ИСРП получила 168 мест в парламенте, её основной соперник — консервативная Народная партия получила 154 места. Оставшиеся места (всего в парламенте 350 места) поделили между собой ещё восемь партий, в основном региональные.
  - В Сербии разразился новый политический кризис — в отставку подало правительство Воислава Коштуницы. Из-за различия в подходе к процессу евроинтеграции распалась коалиция, которая фактически находилась у власти со времени падения режима Слободана Милошевича в октябре 2000 года.
- 11 марта
  - Старт MTKK «Индевор» по программе «Спейс Шаттл» (STS-123). Это 26-й полёт по программе МКС. Доставка на орбиту первой части японского исследовательского модуля «Кибо» — «экспериментального грузового отсека» (ELM-PS) и канадского манипулятора специального назначения «Декстр».
- 12 марта
  - Умер в возрасте 110 лет последний французский ветеран Первой мировой войны Лазаре Понтичелли.
- 13 марта
  - Для новых пользователей Livejournal.com бесплатный базовый аккаунт стал недоступным по решению компании СУП.
  - Лидеры Европейского союза прибыли на встречу в Брюсселе по вопросам изменения климата и энергетической безопасности.
  - Шаттл «Индевор» осуществил стыковку с МКС. Программой полёта «Индевора» предусмотрены доставка на орбиту первой секции японского научно-исследовательского модуля «Кибо» и канадского высокоточного робота-манипулятора «Декстр».
  - Мировые цены на нефть выросли до 110 долларов за баррель.
  - Цены на золото преодолели отметку 1000 долларов за тройскую унцию.
- 14 марта
  - Королева Елизавета официально открыла новый пятый терминал аэропорта Хитроу.
- 17 марта
  - В сербском городе Митровица на севере Косово произошли массовые столкновения сербов с военными ООН и НАТО. Погиб 1 украинский миротворец, более 40 человек ранены. Пострадали также около 30 сербов, один в тяжёлом состоянии доставлен в Белград.
- 18 марта
  - Федеральная резервная система США снизила ставки по федеральным фондам на 75 базисных пунктов до 2,25 %[10].
  - В Йемене на территории расположенной возле посольства Соединённых Штатов школы прогремели взрывы, погибли школьница и полицейский[11].
  - На итоговой пресс-конференции 11-го Национальный народный конгресса премьер-министр Народной Республики Китая Вэнь Цзябао заявил, что китайское правительство проявляло сдержанность в подавлении волнений в Тибете в 2008 году. Вэнь Цзябао также обвинил Далай-ламу в подстрекательстве к протестам[12].
  - Канада признала независимость Республики Косово[13].
  - Министр иностранных дел Франции Бернар Кушнер заявил, что Евросоюз должен рассмотреть вопрос наказания репрессий Китая в Тибете бойкотированием церемонии открытия Олимпийских игр в Пекине[14].
- 19 марта
  - В возрасте 90 лет умер известный писатель-фантаст Артур Кларк.
  - Российско-американские переговоры в Москве в формате «2+2»[15].
  - Запуск в МГУ имени Ломоносова самого мощного в России суперкомпьютера «СКИФ МГУ»[5].
  - Обнародована аудиозапись с голосом лидера Аль-Каиды Усамы бен Ладена, на которой он подверг критике Европейский союз за публикации карикатур, по его утверждению, оскорбляющих пророка Мухаммеда, и обещает жёсткий ответ[16].
  - В Кувейте назначены досрочные выборы в парламент, которые назначены на май 2008 года. Причиной стал кризис между правительством и парламентом, вынудивший эмира аль-Сабаха распустить парламент[17].
  - Болгария, Хорватия, Венгрия и Монако совместно признали независимость Косово[18].
  - Фамида Мирза избрана первым женщиной-спикером парламента Пакистана[19].
- 20 марта
  - Государственный департамент США принёс извинения кандидатам в президенты от Демократической партии Хиллари Клинтон и Бараку Обаме за инцидент с несанкционированным просмотром их частных документов сотрудниками Госдепа.
  - Турецкие ВВС нанесли удар по позициям Курдской рабочей партии в северной части Ирака.
  - В Тель-Авиве глава МИД России Сергей Лавров и министр иностранных дел Израиля Ципи Ливни подписали договор об отмене визового режима[6].
  - Беспорядки в Тибете:
    - Новостное агентство Синьхуа впервые сообщило, что волны протеста выплеснулись в соседние провинции Сычуань и Ганьсу, в то время как власти Китая предпринимают усилия по установлению контроля над событиями[20].
    - Китай отправил в Тибет конвой, состоящий из тысяч солдат и сотни полицейских машин[20].
- 21 марта
  - Президент Франции Николя Саркози объявил, что Франция сократит свой арсенал ядерного оружия на треть[21].
  - Землетрясение магнитудой 7,2 произошло в Китае[22].
- 22 марта
  - На выборах главы администрации на Тайване одержал победу кандидат от партии «Гоминьдан» Ма Инцзю.
  - Украинский буксир и китайский балкер столкнулись на востоке острова Бразерс на канале Урмстон в Гонконге в ночное время; буксир затонул, 7 членов экипажа, находившиеся на борту, были спасены, остальные 18 членов экипажа пропали без вести[23].
- 23 марта
  - Индия провела успешное испытание собственной баллистической ракеты Agni-1, способной нести как обычный, так и ядерный боезаряд весом до 1 тонны.
  - Палестинские группировки ФАТХ и ХАМАС подписали договор о перемирии в Сане (Йемен)[7][8].
  - Потери ВС США в войне в Ираке достигли 4000 человек[24].
- 24 марта
  - Сербия официально обратилась в ООН с предложением разделить Косово по этническому признаку и предоставить Белграду возможность контролировать основные государственные институты в регионе с преимущественным проживанием сербского населения[25].
  - Партия мира и процветания Бутана одержала победу на первых демократических выборах. Премьер-министром страны стал Лионпо Джингме Тинлей[26].
  - Олимпийский огонь летних олимпийских игр 2008 года был зажжён в Олимпии, несмотря на протесты трёх представителей организации «Репортёры без границ», среди которых присутствовал Робер Менар.
  - С вертолётов вооружённых сил Комор разбросаны листовки над островом Анжу, в которых содержится предупреждение жителям острова о предстоящей высадке войск Комор при поддержке Африканского союза[27].
  - В результате парламентских выборов премьер-министром Пакистана стал Сайед Юсуф Реза Гилани от партии Беназир Бхутто. В тот же день им были выпущены на свободу Председатель Верховного суда Пакистана Ифтихара Мухаммада Чоудхри и другие судьи из-под домашнего ареста[28].
- 25 марта
  - Лихтенштейн признал независимость Косово[29].
  - Президент Франции Николя Саркози заявил, что может бойкотировать церемонию открытия олимпийских игр в Пекине, если Китай продолжит применение репрессивных мер в Тибете[30].
  - Обнародованы итоги расследования авиакатастрофы Boeing-737 над Сулавеси 1 января 2007 года, унёсшей жизни 102 человек. В соответствии с заключением, лётчики потеряли контроль над самолётом, отвлекшись устранением возникших неполадок навигационного оборудования и отключив случайно автопилот.
  - Иракская война: начались тяжёлые бои в городе Басра между тысячами военнослужащих Ирака и шиитскими повстанцами.
  - Коморские военные высадились на остров Ндзуани при поддержке Африканского союза.
- 26 марта
  - От западной части Антарктиды оторвался гигантский айсберг площадью около 600 квадратных километров.
  - Впервые после народных волнений в Тибет допущены иностранные журналисты[31].
  - Ford продал бренды Jaguar и Land Rover индийской компании Tata Motors за 2,3 миллиарда долларов.
- 27 марта
  - Шаттл «Endeavour», совершавший полёт по программе STS-123, успешно приземлился. Его миссия стала одной из самых длинных в истории шаттлов, астронавты провели на орбите 16 дней, совершив пять выходов в открытый космос.
  - Иракская война: власти Ирака ввели комендантский час до воскресенья в попытке остановить столкновения с шиитскими боевиками.
  - Губернатор Пуэрто-Рико Анибал Сальвадор Асеведо Вилья[англ.] и ещё 12 человек обвинены в фальсификации выборов[32].
  - Американским исследователям удалось воспроизвести самую старую в мире запись человеческого голоса, созданную с помощью фоноавтографа Эдуардом Леоном Скоттом де Мартенвилем 9 апреля 1860 года[33].
- 28 марта
  - КНДР произвела очередные учебные пуски ракет с западного побережья Корейского полуострова. Также власти страны предупредили, что Северная Корея может прекратить остановку ядерных реакторов, если Соединённые Штаты не откажутся от требований более подробной информации о ядерном арсенале Северной Кореи. Накануне Северная Корея выслала 11 южнокорейских чиновников из промышленного парка к северу от границы, разделяющей две Кореи[34].
  - Норвегия и Южная Корея признали независимость Косово[35][36].
  - Беспорядки в Тибете: около 18 протестующих тибетцев проникли на территорию представительства ООН в Катманду, в то время как полиция Непала арестовала остальных 40 повстанцев[37].
- 29 марта
  - Шестнадцать шиитских повстанцев погибли во время авиаударов сил коалиции при поддержке действия иракской армии в боях за Басру[38].
  - В Зимбабве прошли президентские и парламентские выборы[39].
- 30 марта
  - Республика Экваториальная Гвинея выдала международный ордер на арест сына британского экс-премьера Маргарет Тэтчер, Марка Тэтчера, по подозрению в организации неудавшегося путча.
  - 9 новых стран Шенгенской зоны (Венгрия, Словения, Словакия, Чехия, Польша, Мальта, Латвия, Литва, Эстония) окончательно вступили в безвизовое пространство, отменив пограничный контроль в аэропортах.
  - Авиакомпания Aloha Airlines, базировавшаяся на Гавайях, совершавшая внутренние перевозки между островами архипелага, а также транс-тихоокеанские перелёты, объявила о приостановке обслуживания пассажиров с 1 апреля 2008 года в связи с банкротством[40].
  - Иракская война: шиитский мулла Муктада ас-Садр призвал своих последователей Армию Махди сложить оружие и прекратить борьбу с иракской армией в Басре[41].
  - На Шпицбергене разбился российский вертолёт Ми-8МТ компании СПАРК+, погибли 3 человека.
- 31 марта
  - Одна из самых известных серийных убийц Мексики Хуана Барраса[англ.], по прозвищу Матавьехитас (Mataviejitas) (Убийца старушек), получила несколько пожизненных сроков за убийство по меньшей мере 11 женщин[42].
  - Сомалийская война: сомалийские исламисты захватили контроль над центральной частью города после столкновений с правительственными войсками, в результате которых погибли 11 человек[43].
  - Французская компания-производитель ликёра Pernod Ricard купила компанию V&S Group, производителя Absolut Vodka, за сумму свыше 55 млрд шведских крон ($ 9240 млн)[44].